# Кордова (Небраска)
Кордоба (енгл. Cordova) град је у америчкој савезној држави Небраска.

## Демографија
По попису из 2010. године број становника је 137, што је 10 (7,9%) становника више него 2000. године.
| Група             | 2000.        | 2010.       |
| Белци             | 127 (100,0%) | 135 (98,5%) |
| Афроамериканци    | 0 (0,0%)     | 0 (0,0%)    |
| Азијати           | 0 (0,0%)     | 0 (0,0%)    |
| Хиспаноамериканци | 0 (0,0%)     | 2 (1,5%)    |
| Укупно            | 127          | 137         |